# سد الصداقة الأفغانية الهندية
سد الصداقة الأفغانية الهندية (بالإنجليزية: Afghan-India Friendship Dam)‏ أو (بالإنجليزية: AIFD)‏، كان يعرف بسد سلمى سابقًا، وهو مشروع سد لتوليد الطاقة الكهرومائية والري يقع على نهر هاري في مقاطعة تشيشتي شريف بمقاطعة هرات في غرب أفغانستان . نظرًا لأن هذا المشروع تم تمويله وبنائه من قبل حكومة الهند كجزء من مشروع المساعدات الهندي، فقد أعاد مجلس الوزراء الأفغاني تسمية سد سلمى إلى سد الصداقة الأفغاني الهندي في بادرة امتنان لتعزيز العلاقات بين البلدين.
تنتج المحطة الكهرومائية 42 ميغاواط من الطاقة بالإضافة إلى توفير الري لـ 75000 هكتار من الأراضي الزراعية (استقرار الري الحالي لـ 35000 هكتار وتطوير مرافق الري إلى 40000 هكتار إضافية من الأراضي).
افتتح رئيس الوزراء الهندي ناريندرا مودي السد في 4 يونيو 2016 مع الرئيس الأفغاني أشرف غني .

## التاريخ

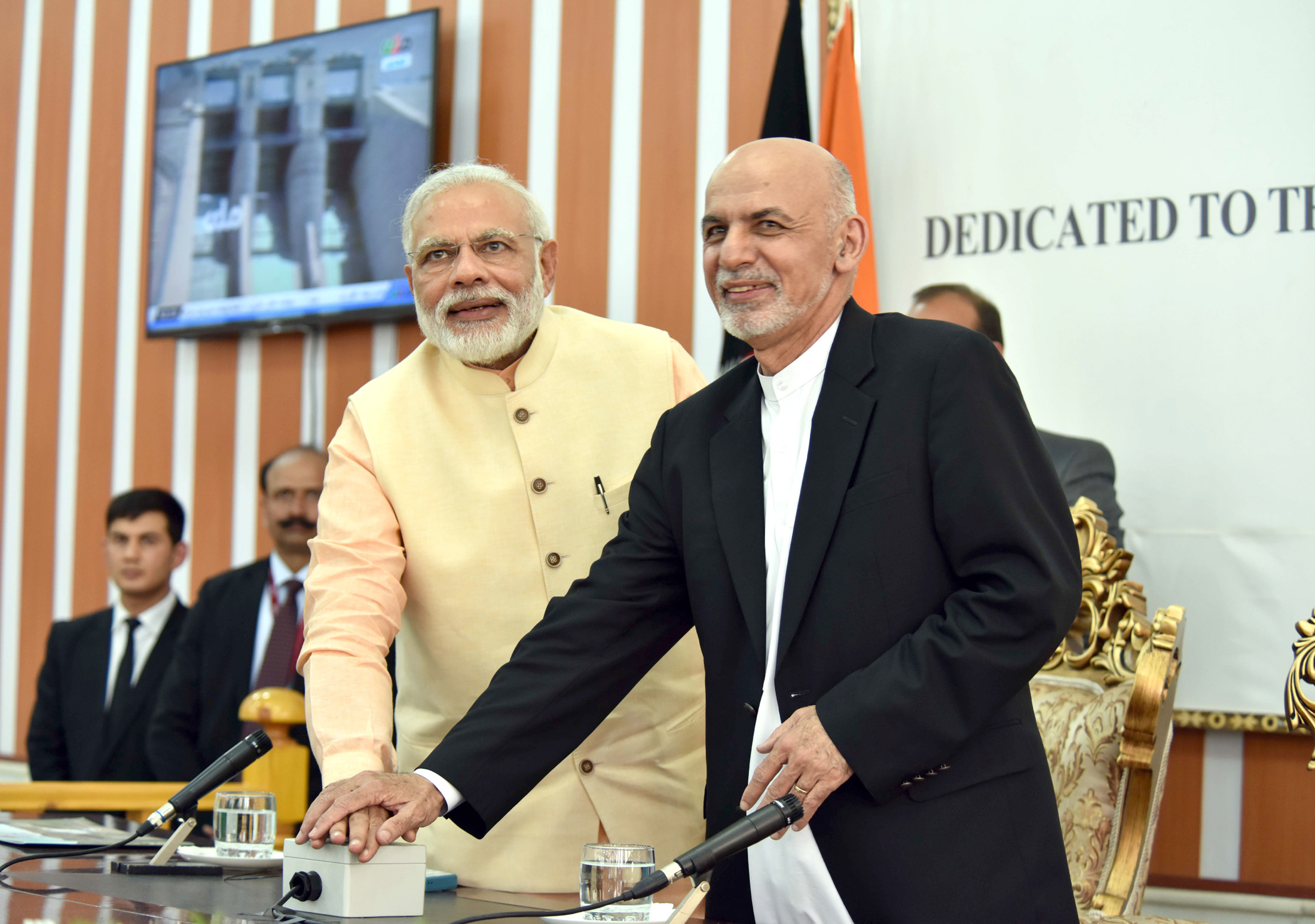
رئيس الوزراء الهندي ناريندرا مودي والرئيس الأفغاني أشرف غني يفتتحان السد.

تم إعداد تقارير الجدوى الخاصة بإنشاء سد في منطقة تشيستي الشريف في عام 1957. في عام 1976، تم تكليف شركة أفغانية ببناء السد. عينت الشركة خدمات استشارات المياه والطاقة (الهند) المحدودة (وابكوس) ، وهي شركة مملوكة من قبل وزارة الموارد المائية الهندية، لبناء السد. أوقف الغزو السوفيتي لأفغانستان عام 1979 العمل في المشروع.
وحاولت شركة (بالإنجليزية: WAPCOS)‏ المحدودة مواصلة بناء السد في عام 1988، ولكن المشروع لم يكتمل مرة أخرى بسبب استمرار عدم الاستقرار. في عام 2006، تعهدت الهند بتمويل استكمال سد سلمى  بتكلفة تقديرية بالدولار الأمريكي 275 مليون.
في يناير 2013، وافق مجلس الوزراء الهندي على التكلفة المنقحة لـ ₹ 1,457 كرور (دولار أمريكي 273.3 مليون) لاستكمال المشروع وأعلن أنه سيتم الانتهاء منه في ديسمبر2014، أو سنتين عن الجدول الزمني السابق. في 26 يوليو 2015، بدأ السد في حجز خزانه.
تم افتتاح السد في 4 يونيو 2016 من قبل رئيس الوزراء الهندي ناريندرا مودي مع الرئيس الأفغاني أشرف غني.
لعبت الشركة الهندية لصناعة معدات الطاقة في القطاع العام BHEL دورًا أساسيًا في تنفيذ هذا المشروع من خلال تشغيل وحدتين من نوع 14 ميجاوات بنجاح في سد سلمى (أعيد تسميتها باسم سد الصداقة الأفغانية الهندية) 

## مؤامرات لتدمير السد
يعتقد بعض الأفغان أن السياسيين في إيران كانوا يحاولون وقف العمل في مشروع السد، مما يقلل من تدفق مياه النهر إلى إيران . وفقًا للشرطة الوطنية الأفغانية المحلية في المنطقة، تمول الحكومة الإيرانية أعضاء طالبان المحليين لمعارضة بناء السد. في عام 2009 ، اتهم نجيب الله كابولي، عضو البرلمان من ولاية كابول، إيران بالتدخل في بناء سد سلمى.
عندما قُتل محافظ منطقة تشيشتي شريف، عبد القدوس قيام، مع خمسة من مسؤولي الأمن في منتصف يناير 2010 ، وصفته وسائل الإعلام الأفغانية بأنه هجوم للمتمردين. قبلت طالبان المسؤولية، لكن كثيرين في هرات اعتبروا ذلك جزءًا من مشكلة أوسع تواجهها المقاطعة مع إيران. كان قيام قيام بدور فعال في دفع بناء السد.
في مارس 2013، زعمت المديرية الوطنية للأمن أن مجلس شورى طالبان في كويتا حاول تفجير سد سلمى بـ 1,300 كيلوغرام (2,900 رطل) من المتفجرات. وبحسب المتحدث باسم إدارة الأمن الوطني، شفيق الله طاهري، فإن «الملا عبد الغني، عضو مجلس شورى كويتا الذي يخطط لعمليات انتحارية، كان وراء المؤامرة». تم العثورعلى المتفجرات في منطقة مهجورة في منطقة البشتون زرغون بمقاطعة هيرات، وتم تهريبها إلى المنطقة من بلوشستان ، باكستان . ألقي القبض على شخص اسمه سيد جول.

## روابط خارجية
- القصة الهندية المذهلة خلف سد سلمى في هرات - thewire.in